# KOBUKURO LIVE TOUR '06 "Way Back to Tomorrow"FINAL
『KOBUKURO LIVE TOUR '06 "Way Back to Tomorrow" FINAL』（コブクロ ライブ ツアー '06 ウェイ バック トゥ トゥモロー ファイナル）とは、フォークデュオ「コブクロ」が、2007年6月13日に発売した通算4作目のライブDVDである。発売元はワーナーミュージック・ジャパン。

## 解説
コブクロ初のベストアルバム『ALL SINGLES BEST』のライヴである。2006年12月3日に名古屋レインボーホールで行われた彼らのツアーファイナルを収録したもので、前作『KOBUKURO LIVE at 武道館』から約1年ぶりの発売となった。
初回限定盤はスペシャルパッケージ仕様で足跡入り特製コースターが付属する。
今作でも、コブクロのDVDでは恒例となっている副音声のコメンタリーが収録されている。
オリコンランキングDVD総合、DVD音楽にて共に1位を獲得し、DVDでは初の1位となった。これによって「シングル」「アルバム」「DVD」「着うた」「カラオケ」「USENランキング」での総1位獲得となり、6冠を達成している。
2010年4月21日にはBlu-ray版が発売された。

## 収録曲

### DISC 1
| #   | タイトル                    | 作詞・作曲          |
| --- | --------------------------- | ------------------- |
| 1.  | 「オープニング」            |                     |
| 2.  | 「君という名の翼」          | 小渕健太郎          |
| 3.  | 「潮騒ドライブ」            | 小渕健太郎          |
| 4.  | 「YOU」                     | 小渕健太郎          |
| 5.  | 「MC」                      |                     |
| 6.  | 「雪の降らない街」          | 小渕健太郎          |
| 7.  | 「永遠にともに」            | 小渕健太郎          |
| 8.  | 「願いの詩」                | 小渕健太郎          |
| 9.  | 「桜」                      | 小渕健太郎•黒田俊介 |
| 10. | 「MC」                      |                     |
| 11. | 「ここにしか咲かない花」    | 小渕健太郎          |
| 12. | 「あなたへと続く道」        | 小渕健太郎          |
| 13. | 「DOOR〜The knock again〜」 | 黒田俊介            |
| 14. | 「風」                      | 小渕健太郎          |
| 15. | 「MC」                      |                     |

### DISC 2
| #   | タイトル              | 作詞・作曲 |
| --- | --------------------- | ---------- |
| 1.  | 「MC」                |            |
| 2.  | 「宝島」              | 小渕健太郎 |
| 3.  | 「太陽」              | 小渕健太郎 |
| 4.  | 「神風」              | 小渕健太郎 |
| 5.  | 「memory」            | 小渕健太郎 |
| 6.  | 「轍-Street stroke-」 | 小渕健太郎 |
| 7.  | 「アンコールMC」      |            |
| 8.  | 「風見鶏」            | 小渕健太郎 |
| 9.  | 「未来への帰り道」    | 小渕健太郎 |
| 10. | 「MC」                |            |
| 11. | 「YELL〜エール〜」    | 小渕健太郎 |
| 12. | 「クロージング」      |            |

| #  | タイトル                      | 作詞 | 作曲・編曲 |
| -- | ----------------------------- | ---- | ---------- |
| 1. | 「ドキュメント映像 '06〜'07」 |      |            |

## バンドメンバー
- 藤井理央：Piano, Organ, Band Master
- 西山太郎：Guitar
- 山田裕之：Bass
- 桜井正宏：Drums
- 漆原直美：1st Violin
- 藤縄陽子：2nd Violin
- 渡邉智生：Viola
- 原口梓：Cello

## その他
- 『ALL SINGLES BEST』に収録されている「Bell」、「miss you」、「blue blue」「Million Films」「毎朝、ボクの横にいて。」は歌われていない。
- 前作までは特典映像にも副音声が収録されていたが、今作は収録されていない（次回作からは復活している）。

## ライブ音源CD
『KOBUKURO LIVE  TOUR '06 "Way Back to Tomorrow" FINAL』は、コブクロのライブ・アルバム。CDは2016年6月15日発売『TIMELESS WORLD』特別限定セットのみの生産で、現在は販売終了している。2019年3月20日からは配信が開始されている。

### 概要
2016年リリースの9thアルバム『TIMELESS WORLD』の発売時に、特別限定セットとして、当時リリースされていた映像作品全11作品(ファンサイト限定品除く)がアルバム1枚につき1作選べるセットで発売された。完全受注生産のため、生産は終了している。
2019年3月20日からは各音楽サイトにて配信が開始している。
CDのジャケットは、同タイトルのDVDのジャケットを小渕がイラストで再現したものとなっている。
配信版のジャケットはDVDと同様のものとなっている。
なお、収録されているのはDVD版の本編のみで、ボーナス映像にあたる箇所については、収録されていない。

### 収録曲
DISC1
| #         | タイトル           | 作詞・作曲          | 時間  |
| --------- | ------------------ | ------------------- | ----- |
| 1.        | 「オープニング」   |                     | 2:05  |
| 2.        | 「君という名の翼」 | 小渕健太郎          | 4:59  |
| 3.        | 「潮騒ドライブ」   | 小渕健太郎          | 5:41  |
| 4.        | 「YOU」            | 小渕健太郎          | 4:53  |
| 5.        | 「MC」             |                     | 7:35  |
| 6.        | 「雪の降らない街」 | 小渕健太郎          | 5:25  |
| 7.        | 「永遠にともに」   | 小渕健太郎          | 5:09  |
| 8.        | 「願いの詩」       | 小渕健太郎          | 4:16  |
| 9.        | 「桜」             | 小渕健太郎•黒田俊介 | 6:39  |
| 合計時間: | 合計時間:          | 合計時間:           | 46:42 |

DISC2
| #         | タイトル                    | 作詞・作曲 | 時間  |
| --------- | --------------------------- | ---------- | ----- |
| 1.        | 「MC」                      |            | 3:31  |
| 2.        | 「ここにしか咲かない花」    | 小渕健太郎 | 6:25  |
| 3.        | 「あなたへと続く道」        | 小渕健太郎 | 5:44  |
| 4.        | 「DOOR〜The knock again〜」 | 黒田俊介   | 5:35  |
| 5.        | 「風」                      | 小渕健太郎 | 5:38  |
| 6.        | 「MC」                      |            | 27:19 |
| 合計時間: | 合計時間:                   | 合計時間:  | 54:12 |

DISC3
| #         | タイトル              | 作詞・作曲 | 時間  |
| --------- | --------------------- | ---------- | ----- |
| 1.        | 「MC」                |            | 0:59  |
| 2.        | 「宝島」              | 小渕健太郎 | 4:20  |
| 3.        | 「太陽」              | 小渕健太郎 | 5:17  |
| 4.        | 「神風」              | 小渕健太郎 | 4:27  |
| 5.        | 「memory」            | 小渕健太郎 | 4:42  |
| 6.        | 「轍-Street stroke-」 | 小渕健太郎 | 11:11 |
| 7.        | 「アンコールMC」      |            | 5:27  |
| 8.        | 「風見鶏」            | 小渕健太郎 | 6:16  |
| 9.        | 「未来への帰り道」    | 小渕健太郎 | 5:31  |
| 10.       | 「MC」                |            | 4:02  |
| 11.       | 「YELL〜エール〜」    | 小渕健太郎 | 6:09  |
| 12.       | 「クロージング」      |            | 3:07  |
| 合計時間: | 合計時間:             | 合計時間:  | 61:28 |

収録
2006年12月3日 名古屋レインボーホール